# Вишковце-над-Іпльом
Вишковце-над-Іпльом (словац. Vyškovce nad Ipľom) — село, громада округу Левіце, Нітранський край. Кадастрова площа громади — 19.3 км².
Населення 652 особи (станом на 31 грудня 2018 року).

## Історія
Вишковце-над-Іпльом згадується 1256 року.

## Населення
| Рік:            | 1994. | 2004.   | 2014.   | 2024.   |
| --------------- | ----- | ------- | ------- | ------- |
| Кількість осіб: | 711   | 700     | 664     | 652     |
| Різниця:        |       | -1,54 % | -5,14 % | -1,80 % |

| Рік:            | 2023. | 2024.   |
| --------------- | ----- | ------- |
| Кількість осіб: | 657   | 652     |
| Різниця:        |       | -0,76 % |